# Dragon Saga
Dragon Saga (кор. 드래고니카) або до 2010 року — Dragonica — безкоштовна MMORPG, 3D сайд-скролер, розроблений Barunson Interactive і Gravity Interactive. Розробка почалася в березні 2006. Комерційний запуск гри відбувся в червні 2009 в Китаї, в жовтні 2009 в Європі і жовтні 2010 в Північній Америці. Персонажі створені під час відкритого бета-тестування були перенесені в комерційний реліз.
До гри було випущено шість розширень, всі безкоштовні: Tales of the Damned випущено 16 жовтня 2009, Awakening of the Ice Dragon випущено 15 лютого 2011.

## Сюжет
Події Dragon Saga відбуваються на континентах El Grego і Angrakka (в Європі Elyades і Melanthos), які пережили золотий вік коли людям і драконам вдавалося жити разом у мирі. Тим часам не судилося тривати, зрештою дракони і люди пішли на війну, яку прозвали Століттям Драконів (англ. Dragon Age). Зрештою, дракони були вигнані в стародавнє царство Ефір (англ. Aether). Провідник драконів, Темний Дракон Ельґа (англ. Dark Dragon Elga), продовжував здійснювати напади, однак був відкинений п'ятьма легендарними героями, переможений і вкинений ними у в'язницю відомою під назвою Shadow Cabinet.
Навіть Shadow Cabinet не може втримувати Ельґу завжди — після тисячі років ув'язнення, Ельґа знайшов спосіб випустити свою тьму у світ, відправивши міньйонів нападати на землі для підготування до його приходу. Гравець же повинен взяти зброю і дати відсіч цим темним силам.

## Геймплей
Гравець керує персонажем в тривимірному просторі, але масштаб рухів в основному зосереджений на горизонтальних осях з обмеженням вертикальних рухів, схожий на аркадний стиль класичного сайд-скролера. Зараз гравці можуть дійти до 75 рівня в північноамериканському релізі і досягти найвищого 80 рівня на серверах в Азії.
Битви засновані на діях з рухами, що виконуються в реальному часі. Всі битви зосереджені навколо використання особливих наборів вмінь з затримками (англ. cooldowns). Гравці також можуть виконувати наземні і повітряні комбо використовуючи певні вміння, щоб зробити ворогів нездатними мститися, але й можуть, якщо потрібно, відігравати роль цілителя (англ. healer) або сапортера (англ. supporter).
В грі також є велика кількість місій і сценаріїв для проходження в кооперативі. Кожне окреме підземелля має від одного до чотирьох режимів проходження за рівнем складності і не може бути доступне доки попередній екземпляр підземелля не буде зачищений. В кінці кожної послідовності місій є сценарій, що переносить персонажа на наступний етап гри.

## Розширення
1. Tales of the Damned
2. Paris Strikes Back
3. Dragon Saga Kryos Unleashed (Dragon Saga Awakening of the Ice Dragon)
4. Dragon Saga Elga Unleashed (Dragon Saga New Origin)
5. Dragon Saga Galaxia
6. Dragon Saga Arcadia